# Ванден Борре, Энтони
Энтони Ванден Борре (фр. Anthony Vanden Borre; род. 24 октября 1987, Ликаси, ДР Конго) — бельгийский футболист, защитник. Выступал за национальную сборную Бельгии.
Воспитанник бельгийского «Андерлехта», с 2003 по 2006 год провёл за клуб 69 матчей и забил 3 мяча. В составе «Андерлехта» три раза становился Чемпионом Бельгии и один раз выигрывал суперкубок Бельгии. В июле 2007 году перешёл в итальянскую «Фиорентина», но спустя четыре месяца был обменян в «Дженоа». 13 августа 2009 года перешёл на правах годичной аренды в английский «Портсмут». 1 января 2011 года перешёл в бельгийский «Генк».
В составе сборной Бельгии дебютировал 28 апреля 2004 года. Участник Летних Олимпийских игр в Пекине.

## Биография

### Клубная карьера
Энтони Ванден Борре начал заниматься футболом в возрасте восьми лет в составе юношеской команды футбольного клуба «Андерлехт». В главной команде «Андерлехта» Энтони дебютировал 13 марта 2004 года в матче против «Шарлеруа», завершившийся победой «Андерлехта» со счётом 3:2, на тот момент Энтони было всего шестнадцать лет. Всего в своём дебютном сезоне в чемпионате Бельгии 2003/2004 Ванден Борре сыграл в восьми матчах, а также стал чемпионом Бельгии. В следующем сезоне Энтони всё больше попадал в основной состав несмотря на свой юный возраст. В чемпионате Бельгии сезона 2004/2005 Ванден Борре отыграл в 18 матчах.
В сезоне 2005/2006 Энтони забил свой первый гол за «Андерлехт», это произошло 21 сентября 2005 года в матче против клуба «Рошелье», Ванден Борре отличился на 3-й минуте матча, который в итоге завершился уверенной победой его клуба со счётом 5:1. Всего же Энтони в чемпионате отличился тремя забитыми мячами в 22 матчах, а его команда в 28-й раз в истории завоевала чемпионское звание.
22 июля 2006 года Энтони принял участие в матче за суперкубок Бельгии против «Зюлте-Варегем», матч был остановлен из-за проливного дождя при счёте 0:0. Спустя пять месяцев, 20 декабря, матч был доигран до конца и «Андерлехт» победил со счётом 3:1. В чемпионате «Андерлехт» вновь занял первое место, опередив серебряного призёра «Генка» на пять очков. Энтони провёл отличный сезон, отыграв в чемпионате 20 матчей, по ходу сезона к 19-летнему крайнему правому защитнику, который также может сыграть на позиции центрального защитника, так и полузащитника, проявляли интерес многие европейские клубы, такие как «Бавария», «Ювентус», «Интер», «Тоттенхэм Хотспур» и «Портсмут».
Несмотря на интерес со стороны грандов европейского футбола, Ванден Борре решил перейти в стан итальянской «Фиорентины». 1 июля 2007 года Энтони подписал контракт с «Фиорентиной». Дебютировал Ванден Борре чемпионате Италии 7 октября 2007 года в матче против туринского «Ювентуса», Энтони вышел на замену на 67-й минуте вместо нападающего Джампаоло Паццини, к этому времени его команда уступал со счётом 0:1, но в итоге, благодаря голу Адриано Муту на 89-й минуте, «Фиорентине» удалось уйти от поражения. Главный тренер «фиалок» Чезаре Пранделли не находил место в основном составе для Энтони, и поэтому 19 января 2008 года Ванден Борре был обменян «Фиорентиной» на сенегальского нападающего «Дженоа» Папа Вайго, при этом клубы поделили трансферные права на Ванден Борре и Папы Вайго.
Дебют Энтони в составе «Дженоа» состоялся 9 марта 2008 года против «Ювентуса», Ванден Борре появился лишь в конце матча на 78-й минуте, к тому времени его команда уже проигрывал со счётом 0:2, матч с таким счёт так и завершился. В Серии А сезона 2007/2008 Энтони сыграл за «Дженоа» в шести матчах, а его команда по итогам сезона заняла четвёртое место, дающее право на следующий сезон участвовать в Лига чемпионов УЕФА. По ходу сезона «Дженоа», в июне 2008 года, выкупила у «Фиорентины» все права на Ванден Борре.
13 августа 2009 года Энтони был отдан в аренду на один сезон в клуб английской Премьер-лиги «Портсмут».

### Карьера в сборной
В составе сборной Бельгии Энтони дебютировал 28 апреля 2004 года в товарищеском матче против Турции, где он вышел на замену вместо Эрика Дефляндра на 90-й минуте.
В составе олимпийской сборной Бельгии Энтони занял четвёртое место на Олимпийских играх в Пекине 2008, в матче за третье место бельгийцы уступили олимпийской сборной Бразилии со счётом 3:0.

### Достижения
- Чемпион Бельгии (6): 2003/04, 2004/05, 2006/07, 2010/11, 2012/13, 2013/14
- Обладатель Суперкубка Бельгии (3): 2004, 2011, 2013
- Обладатель Кубка Англии (1): 2010/11